# Winx Club – hemligheternas slott
Winx Club – hemligheternas slott (italienska: Winx Club: Il segreto del regno perduto) är en italiensk animerad film från 2007. Den baseras på den italienska TV-serien Winx Club.

## Handling
Berättelsen börjar någon gång efter säsong 3 med att Valtor besegrades och den magiska dimensionen är säker för närvarande. Bloom och hennes vänner börjar leta efter Blooms föräldrar, kung Oritel och drottning Marion, och samtidigt försöker de avslöja hemligheten bakom det förlorade riket Sparks. En upptäckt som kan ändra Blooms liv för evigt. 
Winx söker efter Hagen, en smed som smidde svärdet till Oritel. Svärdet sägs vara oskiljaktig från sin ägare – Oritel. Men Hagen förklarar att han inte kan hjälpa Bloom på något sätt, eftersom han själv har letat efter Blooms föräldrar. Bloom avskräcks och återvänder till Jorden, där hennes syster Daphne besöker henne. Hon uppmuntrar Bloom att fortsätta sökandet efter sina föräldrar. Daphne ger Bloom hennes mask, som gör det möjligt för Bloom att se Sparks som det var innan Valtor och de tre Urhäxorna förstörde Sparks.
Winx åker, på Daphnes begäran, till Sparks för att hitta en speciell bok. I boken står hela Sparks kungahus framtid. Igenom den kan Bloom se vad som hände hennes föräldrar. Men på den sista sidan visas det vad som hände. Bloom får titta på sin egen framtid. Men den är inte heller skriven än. Bloom får reda på att de ska bege sig till Obsidian-dimensionen där hennes föräldrar är fångade tillsammans med de tre Urhäxorna.
De reser till Obsidian-dimensionen, där Bloom får reda på att Marion "flydde" inuti svärdet som Hagen smidde till Oritel, för att inte skiljas från Oritel, alldeles innan Sparks uppfyllt sitt uppenbara slut (hela Sparks var täckt med is och snö). Men bara en kung kan lossa svärdet och återställa hela riket till det normala. Till Blooms förvåning, uppenbarar det sig att Sky är ny kung av Eraklyon eftersom hans far abdikerade tronen. Efter en jobbig fight mellan Winx, specialisterna och Mandragora (de tre Urhäxornas "mellanhand") lossar Sky svärdet och Sparks förvandlas till det vackra land det var förut. Marion återvänder till mänsklig form och får träffa Oritel igen. Bloom får äntligen återförenas med sina föräldrar och Sparks är pånyttfödd. Under en fest för att fira denna seger, frågar Sky Bloom om de ska gifta sig. Bloom blir överlycklig och säger genast ja.
I slutet av filmen visar det sig att genom att förstöra Obsidian-dimensionen, har Winx ovetande befriat de tre Urhäxorna som är förfäder till Trixhäxorna Icy, Darcy och Stormy.

## Rollista
- Bloom/Tune – Letizia Ciampa
- Layla/Lockette – Laura Lenghi
- Stella/Chatta/Zing – Perla Liberatori
- Flora/Amore – Ilaria Latini
- Musa/Digit  –  Gemma Donati
- Tecna/Livy/Glim/Piff  –  Domitilla D'Amico
- Brandon  –  Massimiliano Alto
- Helia  –  Francesco Pezzulli
- Riven  –  Mirko Mazzanti
- Prins/Kung Sky  –  Alessandro Quarta
- Timmy  –  Corrado Conforti
- Nabu  –  Sasha De Toni

### Svenska röster
- Jessica Andersson – Bloom
- Jenny Wåhlander – Stella
- Emma Iggström – Musa
- Mia Kihl – Flora
- Zara Zimmerman – Tecna
- Frida Nilsson – Layla
- Leo Hallerstam – Sky
- Ewa Fröling – Faragonda
- Irene Lindh – Mandragora
- Jesper Adefelt – Riven
- Fredrik Hiller – Hagen
- Gabriel Odenhammar – Brandon
- Charlotte Ardai Jennefors – Tharma
- Jennie Jahns – Liliss
- Gunnar Ernblad – Lord Bartleby
- Maria Rydberg – Belladonna
- Jesper Adefelt – Helia
- Figge Norling – Timmy
- Micaela Remondi – Daphne

- Övriga röster – Anna Rydgren, Elina Raeder, Oscar Harryson, Simona Holmström, Lawrence Mackrory
- Översättare – Oskar Skarp
- Inspelningstekniker, regissör – Fredrik Nordström, Mikael Regenholz
- Mixtekniker – Mads Eggert
- Dubbningsstudio – Dubberman Sverige[6][7]